# Мечеть Омара (Кампонг Мелака)

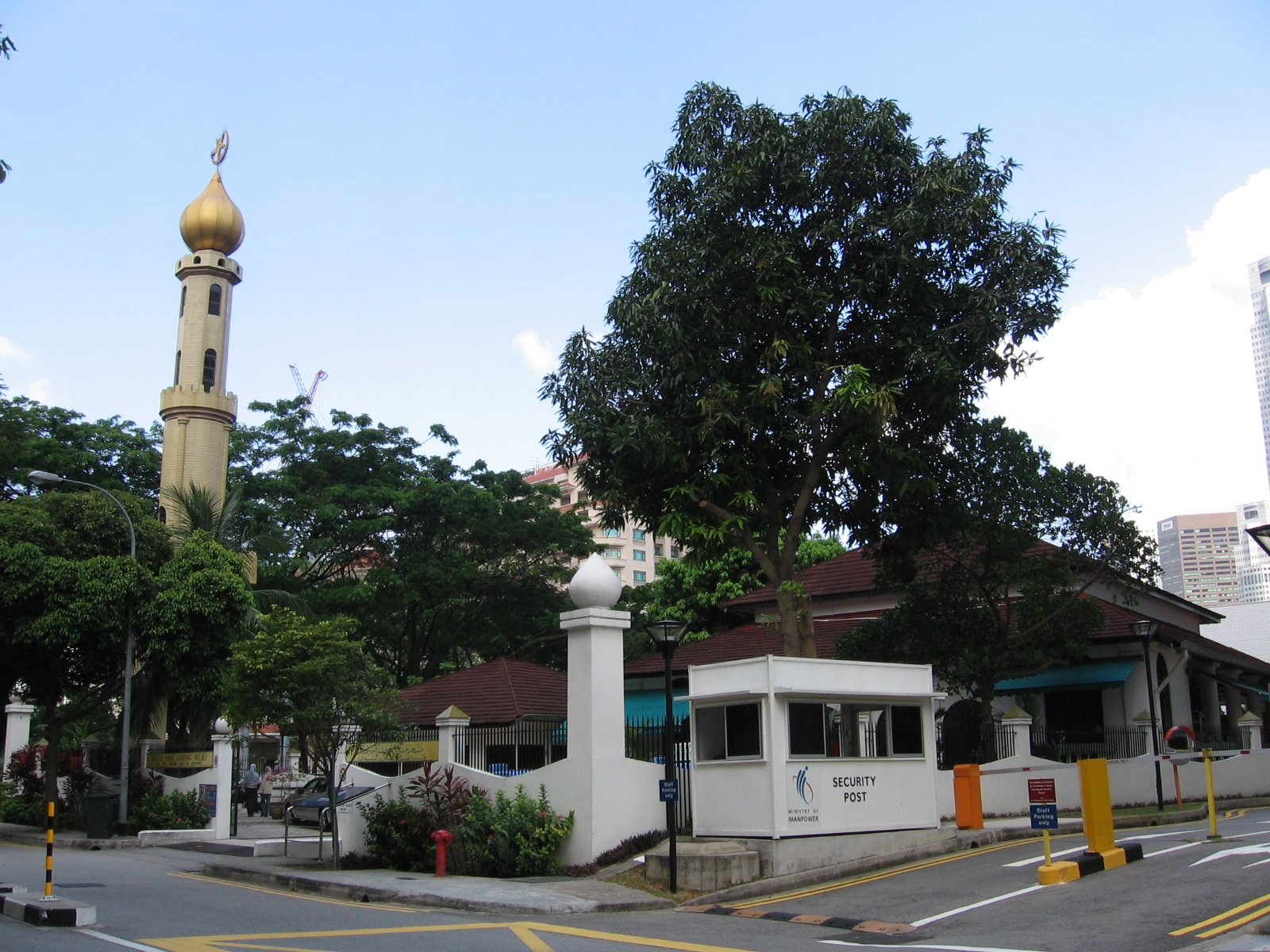
Мечеть Омара (Кампонг Мелака)

Мечеть Омара (Кампонг Мелака; малайск. Masjid Omar Kampong Melaka; англ. Omar Kampong Malacca Mosque; кит. 奥玛甘榜马六甲回教堂) — первая мечеть Сингапура.
Первая мечеть была построена в Сингапуре в 1820 году, только спустя год после того, как британцы появились на острове. С тех пор мечеть была дважды реставрирована: в 1855 и снова в 1981—1982. Мечеть принадлежит Исламскому Религиозному Совету Сингапура.

## История и архитектура
Расположена на южном берегу реки Сингапур, в районе, определённым Раффлсом для мусульман-малайцев, в его Городском Плане 1822. Наследие это отражено в красочно разнообразных архитектурных стилях, которые есть в районе, некоторые из которых все еще возможно увидеть сегодня.
Саид Омар бин Али Альджунид, арабский торговец из Палембанга, был основателем мечети. Его сын, Саид Абдулла бин Омар Альджунид, был ответственен за восстановление мечети в 1855. Семейный вклад Альджунидов в Сингапур был весьма существенным. Среди трех самых богатых арабских семей в Сингапуре — Алкаффс и Алсагоффс — Альджуниды были филантропами, великодушно поддерживая школы, больницы и мечети, так же и спонсируя религиозные события. Их вклады признаны не только в созидании и имени мечети, но и в названии улиц района.
Первое здание мечети было деревянным, в 1855 её создали из кирпича.

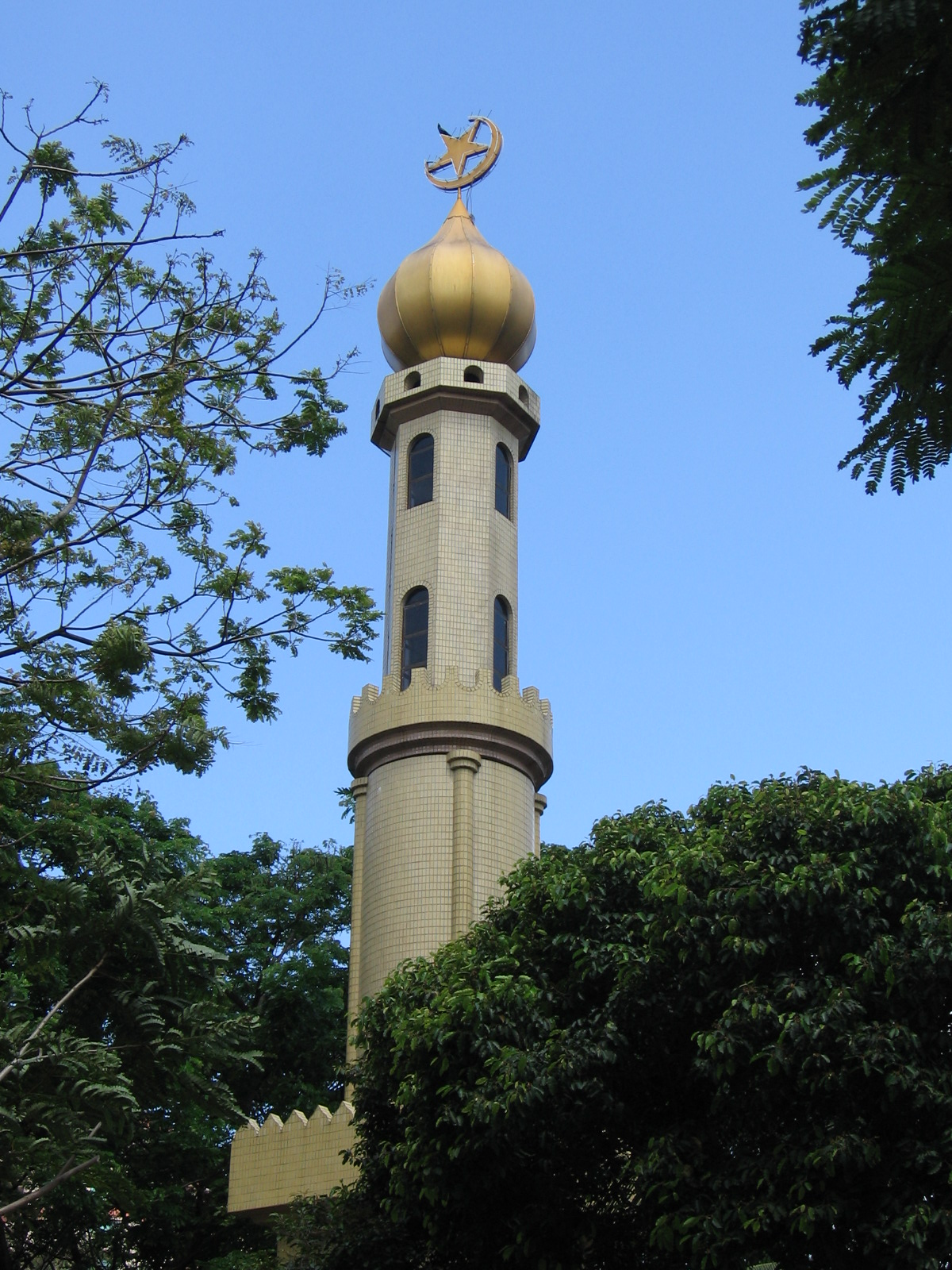
Минарет, построен лишь в 1985

В 1981—1982, почти после ста лет использования с 1855, мечеть нуждалась в серьёзной реконструкции. Все это время, у мечети Омара, в отличие от других мечетей в Сингапуре, не было минарета. Его сделали только в 1985, это высокий минарет с маленьким куполом, у входа в мечеть.
Мечеть способна уместить в себе одновременно до 1000 верующих.